# Christmas Island (Indiske Ocean)
 For alternative betydninger, se Christmas Island. (Se også artikler, som begynder med Christmas Island)
Christmas Island ligger i det Indiske Ocean og skal ikke forveksles med Christmas Island (Stillehavet).
Øen er et ikke-selvstyrende territorium under Australien 2360 km NV for Perth og 500 km syd for Jakarta, Indonesien. Der bor 1.500 personer som primært bor på den nordlige del i byerne Settlement, Silver City, Kampong, Poon Saan og Drumsite. Hovedstaden er Flying Fish Cove og den australske regering udpegede i 2003 Evan Williams, som øens administrator. Øen har en forsamling bestående af 9 medlemmer, der mødes hvert andet år. Der findes ingen politiske partier.
Mange dyr og planter er endemiske for øen, og den er derfor af stor interesse for videnskabsfolk. Selv om der har været mineaktiviteter i mange år, er 65 % af øens 135 km² udlagt som nationalpark.

## Geologi
For ca. 60 millioner år siden dannede en undersøisk vulkan et bassin, som begyndte at vokse til en koralatol. For 20 millioner år siden sank atolen langsomt og der dannedes bryozokalk, og korallerne begyndte at vokse. Ti millioner år senere stoppede processen, og øen begyndte at dukke op over havoverfladen. Øens vulkanske oprindelse kan ses i dalene og på stranden, hvor basaltklipperne kan ses.
Christmas Island ligger i det Indiske Ocean, 350 km syd for Java (ø)
og 2.616 km nordvest for Perth. Øen er ca. 135 km² stor og består af en vulkansk kerne af den vulkanske bjergart trachyt, basalt og kalksten, der stammer fra skeletterne fra amøberarten (Foraminifera) og Stenkoraller (Scleractinia). Korallerne hæver sig fra en havdybde af 2.000 m og rager ca. 350 m over vandspejlet. Terrænet er steppeland med klipper langs kysten. Højeste punkt er Murray Hill (361 m).

### Natur
Øen er kendt for sine Christmas Island rød krabber (Gecarcoidea natalis). Hvert år ved starten af regntiden i november (alt efter månefase) strømmer millioner af krabber fra skoven ud til havet for at gyde.
Flere steder er man ved at genetablere urskov, ved en langsom udplantning i flere perioder. Først plantes nogle planter, der ikke kræver megen jord og skygge, senere giver de skygge for mere ædle træer.
Fregatfuglen Fregata andrewsi, Juleø-sulen (Papasula abbotti), Juleø-høgeugle (Ninox natalis), Juleø-kejserdue (Ducula whartoni), Juleø-brillefugl (Zosterops natalis), ødrossel (Turdus poliocephalus erythropleurus og hvidhalet tropikfugl (Phaethon lepturus fulvus) er alle endemiske på denne ø.
Sidstnævnte pryder territoriets flag.
Spidsmusen Crocidura fuligonosa trichura, som man i begyndelsen af det 20. århundrede antog for at være udryddet, blev i slutningen af 1990erne genopdaget.
Mens øens dyreverden før i tiden var truet af en intensiv fosfatbrydning er den i nutiden truet af den fra Afrika indslæbte lille gule myre, den såkaldte Crazy ant (Anoplolepis gracilipes), som via sin forkærlighed for visse saftsugende insekter på træerne stort set har udryddet disses naturlige fjender. Derudover dræber den hvert eneste år millioner af den endemiske røde Christmas Island rød krabbe.

## Befolkning
I 2001 havde øen 2.771 indbyggere, mens der kun var ca. 1.400 indb. tilbage i 2006. Befolkningen består af 70 % kinesere, 20 %europæere og 10 % malaier.
35 % er buddister, 25 %, muslimer, 18 %kristne og 15 % er taoister.
Sprogene på øen er engelsk, kinesisk og malaisk.

## Historie
Øen var fra begyndelsen af det 17. århundrede kendt af europæiske søfarere. Den blev navngivet af den britiske kaptajn William Mynors, der den 25. december 1643 med skibet Royal Mary nåede øen. Den første europæer der besøgte øen var i 1688 den britiske geograf William Dampier, der fandt øen ubeboet.
Efter at der på øen var fundet store fosfatforekommester, blev den i 1888 annekteret af det Britiske Imperium og kort tid efter i 1890 blev der udvundet fosfat ved hjælp af overvejende arbejdere fra Singapore, Kina og Malaysia.
I 2. verdenskrig var øen besat af japanerne.
Øen der tidligere hørte under den britiske kronkoloni Singapore, blev overdraget til Australien den 1. oktober 1958. Fra 1981 fik øens indbyggere australsk statsborgerskab. Fra 1984 gav Australien øen sociale rettigheder i form af social forsorg, sundhedsvæsen og uddannelse og gav samtidig indbyggerne politiske rettigheder. I 1985 blev der indført en huslejeskat.
Omdrejningspunktet for det lokale liv var Fosfatkommissionen, hvor hele befolkningen arbejdede. I 1987 lukkede myndighederne minen, der blev genåbnet i 1990 af en privat mineejer, men pålagt skrappe miljøkrav. I 1991 blev der gennemført investeringer mhp. udviklingen af øens turistpotentiale.
I august 2001 blev 460 overvejende afghanske, singalesiske og thailandske flygtninge reddet af et norsk skib, der efterfølgende forsøgte at sætte dem af på Christmas Island, men dette blev hindret af de australske myndigheder. En ny lov udelukkede Christmas Island og andre andre australske kolonier fra at være adgangsvej til Australien. Samtidig anmodede den australske regering stillehavsstaterne Nauru, Palau, Fiji og Tuvalu om at åbne modtagelseslejre for de flygtninge, der blev afvist af Australien.

## Flag
Fra den 26. Januar 2002 er det siden 1986 anvendte flag været øens officielle flag.
Den grønne og blå trekant repræsenterer øens vegetation og det omgivende hav. Sydkorset viser tilhørsforholdet til Australien. Fuglen på flaget er Hvidhalet tropikfugl (Phaethon lepturus fulvus), der kun lever på Christmas Island. Den gyldne skive med det grønne kort, symboliserer fosfatudvindingens historie.

## Turisme
Klimaet er tropisk, varmt og fugtigt.
Millioner af højrøde krabber begynder i november-december deres vandring mod havet. De forlader deres reder i skovbunden og begiver sig ud på en farefuld rejse på helt op til otte kilometer. Der er vandrende røde krabber overalt hvor end man bevæger sig. I regnskoven, på vejene, på stranden, i skolegården og forvildede krabber i folks huse og haver.
Der er klippeformationer, smukke bugter med badestrande, urskov, fugleliv og et rigt koralrev. Der er flere hvalarter og mange sjældne fugle.
Fosfatminen har en gratis rundvisning på 2-3 timer.
- Der er flyforbindelse fra Perth i Australien eller direkte fra Jakarta i Indonesien.